# Kálium-permanganát

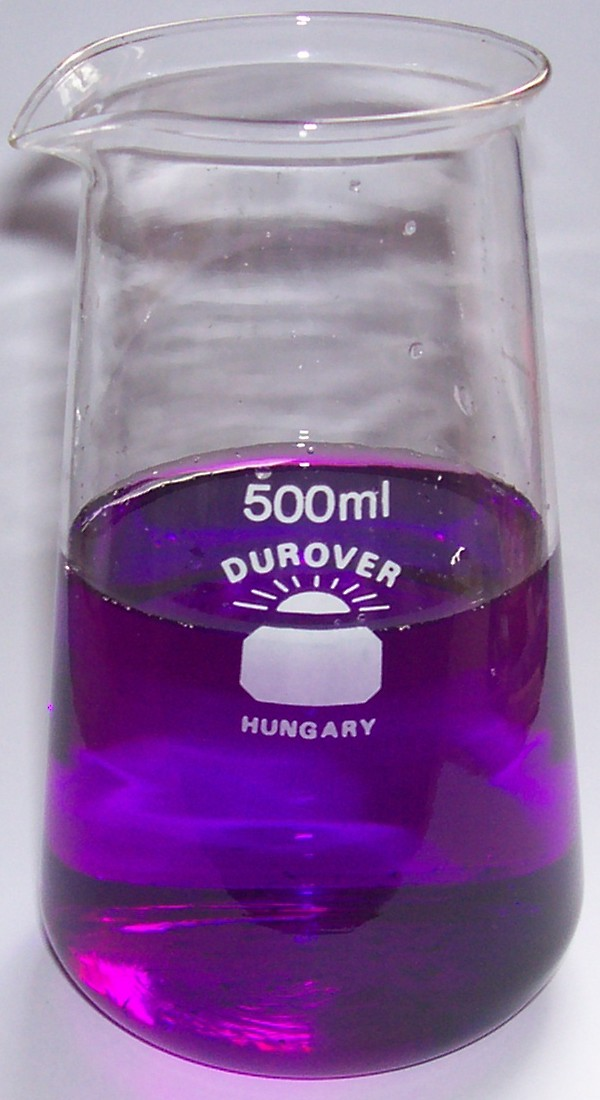
Hipermangán vizes oldata

A kálium-permanganát (KMnO4) lila színű, kristályos, ionrácsos vegyület. Igen erős oxidálószer. Vizes oldata intenzív lila (nagy hígításban rózsa)színű, melyet bepárolva prizmás lilás-feketés fénylő kristályokat kapunk. 2000-ben a világ össztermelése mintegy 30 000 tonna volt. A kálium-permanganátban a mangán oxidációs száma +7. Hazánkban a 195/2005 (VIII.16) Korm. számú kormányrendelet II. kategóriájú kábítószer prekurzornak minősíti, forgalma korlátozott.

## Biztonsági előírások
- Xn (Gyengén mérgező, ártalmas)
- O (Égést tápláló)
- N (Környezetre veszélyes)

### R-mondatok
- R8 (Éghető anyagokkal érintkezve tűzveszélyes)
- R22 (Az anyag lenyelése egészségkárosodáshoz vezethet)
- 50/53 (Nagyon mérgező a vízi szervezetekre, hosszan tartó károsodást okozhat az élővizekben)

### S-mondatok
- S2 (Gyermek kezébe nem kerülhet)
- S60 (Az anyagot és/vagy edényzetét veszélyes hulladékként kell ártalmatlanítani)
- S61 (Meg kell akadályozni a környezetbe kerülést. Speciális előírások/biztonságtechnikai adatlap előírásai érvényesek)

### Segélynyújtás
Belélegzéskor szükséges a friss levegő biztosítása, panaszok esetén orvos hívása.
Bőrre jutáskor azonnal le kell törölni, majd vízzel és szappannal lemosni.
Szembe kerülés esetén a nyílt szemet percekig folyó víz alatt kell öblíteni, valamint orvost hívni.
Lenyelése esetén a száj kiöblítése, sok víz fogyasztása, valamint azonnali orvosi segítség szükséges.
Személyi óvintézkedés: védőkesztyű, védőruha és védőszemüveg viselése
Veszélyes reakciók mehetnek végbe erős savval, por állapotú fémekkel, peroxiddal, alkoholokkal, kénnel, foszforral, ammóniumvegyületekkel, elemi szénnel, szerves anyagokkal való érintkezéskor.

## Előállítása
A kálium-permanganát gyártása mangán-dioxidból indul ki. A mangán-dioxidot kálium-hidroxiddal összeolvasztják. Ekkor a levegő oxigénjének hatására kálium-manganát keletkezik.
{\displaystyle \mathrm {2\ MnO_{2}+4\ KOH+O_{2}\rightarrow 2\ K_{2}MnO_{4}+2\ H_{2}O} }
A kálium-manganátból elektrolízissel, anódos oxidációval nyerik a kálium-permanganátot.

## Kémiai tulajdonságai, felhasználása
Hevítésre oxigénre, kálium-manganátra és mangán-dioxidra bomlik, így laboratóriumban oxigén előállítására használják:
{\displaystyle \mathrm {2\ KMnO_{4}\rightarrow \ K_{2}MnO_{4}+\ MnO_{2}+\ O_{2}} }
Ha sósavval reagáltatjuk, klór állítható elő:
{\displaystyle \mathrm {2\ KMnO_{4}+16\ HCl\rightarrow 2\ KCl+2\ MnCl_{2}+8\ H_{2}O+5\ Cl_{2}} }
Vizes oldata fertőtlenítőszerként használatos. Gyógyszertárban már csak orvosi vényre kapható. A VIII. Magyar Gyógyszerkönyvben Kalii permanganas    néven hivatalos.  
 ATC-kódjai: D08AX06 és V03AB18.